# Boxa als Jocs Olímpics d'estiu de 1920
Als Jocs Olímpics de 1920 celebrats a la ciutat d'Anvers (Bèlgica) es disputaren vuit proves de boxa, totes elles en categoria masculina, entre els dies 21 i 24 d'agost.
Després del parèntesi dels Jocs Olímpics de 1912 disputats a Estocolm (Suècia), on aquest esport no formà part del programa olímpic, la boxa no ha deixat de formar-ne part.

## Nacions participans
Participaren en la competició de boxa un total de 116 boxejadors de 12 nacions diferents:
| - Argentina (1) - Bèlgica (13) - Canadà (8) - Dinamarca (12) - Estats Units (16) - França (15) | - Itàlia (5) - Noruega (14) - Països Baixos (8) - Regne Unit (16) - Suïssa (1) - Sud-àfrica (7) |

## Resum de medalles
| Prova                            | Or              | Argent             | Bronze              |
| Pes mosca - 50.8 kg detalls      | Frankie Genaro  | Anders Petersen    | William Cuthbertson |
| Pes gall - 53.5 kg detalls       | Clarence Walker | Clifford Graham    | George McKenzie     |
| Pes ploma - 57.2 kg detalls      | Paul Fritsch    | Jean Gachet        | Edoardo Garzena     |
| Pes lleuger - 61.2 kg detalls    | Samuel Mosberg  | Gotfred Johansen   | Clarence Newton     |
| Pes wèlter - 66.7 kg detalls     | Bert Schneider  | Alexander Ireland  | Frederick Colberg   |
| Pes mitjà - 72.6 kg detalls      | Harry Mallin    | Georges Prud'Homme | Moe Herscovitch     |
| Pes semipesant - 79.4 kg detalls | Eddie Eagan     | Sverre Sørsdal     | Harold Franks       |
| Pes pesant + 79.4 kg detalls     | Ronald Rawson   | Søren Petersen     | Albert Eluère       |

## Medaller
| Posició | País         | Or | Argent | Bronze | Total |
| 1       | Estats Units | 3  | 0      | 1      | 4     |
| 2       | Regne Unit   | 2  | 1      | 3      | 6     |
| 3       | Canadà       | 1  | 2      | 2      | 5     |
| 4       | França       | 1  | 1      | 1      | 3     |
| 5       | Sud-àfrica   | 1  | 0      | 0      | 1     |
| 6       | Dinamarca    | 0  | 3      | 0      | 3     |
| 7       | Noruega      | 0  | 1      | 0      | 1     |
| 8       | Itàlia       | 0  | 0      | 1      | 1     |